# Бецковский замок
Бецковский замок (словац. Beckovský hrad, венг. Blundus, Bolondos) — средневековый замок на возвышении на левом берегу реки Ваг в деревне Бецков, в районе Нове-Место-над-Вагом Тренчинского края Словакии. Входит в список национальных памятников культуры Словакии. В замке проводятся экскурсии с мая до конца сентября.

## История
Замок был впервые упомянут в хронике XII века. В XIII веке на месте первоначального деревянного замка был построен каменный. В XIV—XV веках замок был перестроен владельцами, семьёй Штибор, одним из самых влиятельных родов Венгрии. В XVI веке из-за постоянной опасности турецких набегов укрепления замка были усилены. В XVII веке замок потерял своё значение. В 1727 году произошёл пожар и замок был покинут владельцами.

## Знаменитые уроженцы
- Барон Ладислав (Ласло) Меднянский (1852—1919) — венгерский и словацкий художник.
- Йозеф Милослав Гурбан (1817—1888) — словацкий политик, писатель, философ и лютеранский священник.